# Golden Globe 1994
La 51ª edizione della cerimonia di premiazione di Golden Globe si è tenuta il 22 gennaio 1994 al Beverly Hilton Hotel di Beverly Hills, California.
Alex Martin è stata la Miss Golden Globe dell'edizione.

## Premi per il cinema
Vengono di seguito indicati in grassetto i vincitori. Ove ricorrente e disponibile, viene indicato il titolo in lingua italiana e quello in lingua originale tra parentesi.

### Miglior film drammatico
- Schindler's List - La lista di Schindler (Schindler's List), regia di Steven Spielberg
- L'età dell'innocenza (The Age of Innocence), regia di Martin Scorsese
- Nel nome del padre (In the Name of the Father), regia di Jim Sheridan
- Lezioni di piano (The Piano), regia di Jane Campion
- Quel che resta del giorno (The Remains of the Day), regia di James Ivory

### Miglior film commedia o musicale
- Mrs. Doubtfire - Mammo per sempre (Mrs. Doubtfire), regia di Chris Columbus
- Dave - Presidente per un giorno (Dave), regia di Ivan Reitman
- Molto rumore per nulla (Much Ado About Nothing), regia di Kenneth Branagh
- Insonnia d'amore (Sleepless in Seattle), regia di Nora Ephron
- Ballroom - Gara di ballo (Strictly Ballroom), regia di Baz Luhrmann

### Miglior regista
- Steven Spielberg - Schindler's List - La lista di Schindler (Schindler's List)
- Martin Scorsese - L'età dell'innocenza (The Age of Innocence)
- Andrew Davis - Il fuggitivo (The Fugitive)
- Jane Campion - Lezioni di piano (The Piano)
- James Ivory - Quel che resta del giorno (The Remains of the Day)

### Miglior attore in un film drammatico
- Tom Hanks - Philadelphia
- Harrison Ford - Il fuggitivo (The Fugitive)
- Daniel Day-Lewis - Nel nome del padre (In the Name of the Father)
- Anthony Hopkins - Quel che resta del giorno (The Remains of the Day)
- Liam Neeson - Schindler's List - La lista di Schindler (Schindler's List)

### Migliore attrice in un film drammatico
- Holly Hunter - Lezioni di piano (The Piano)
- Michelle Pfeiffer - L'età dell'innocenza (The Age of Innocence)
- Debra Winger - Dangerous Woman - Una donna pericolosa (A Dangerous Woman)
- Emma Thompson - Quel che resta del giorno (The Remains of the Day)
- Juliette Binoche - Tre colori - Film blu (Trois couleurs: Bleu)

### Miglior attore in un film commedia o musicale
- Robin Williams - Mrs. Doubtfire - Mammo per sempre (Mrs. Doubtfire)
- Johnny Depp - Benny & Joon
- Kevin Kline - Dave - Presidente per un giorno (Dave)
- Tom Hanks - Insonnia d'amore (Sleepless in Seattle)
- Colm Meaney - The Snapper (The Snapper)

### Migliore attrice in un film commedia o musicale
- Angela Bassett - Tina - What's Love Got to Do with It (What's Love Got to Do with It)
- Anjelica Huston - La famiglia Addams 2 (Addams Family Values)
- Diane Keaton - Misterioso omicidio a Manhattan (Manhattan Murder Mystery)
- Stockard Channing - Sei gradi di separazione (Six Degrees of Separation)
- Meg Ryan - Insonnia d'amore (Sleepless in Seattle)

### Miglior attore non protagonista
- Tommy Lee Jones - Il fuggitivo (The Fugitive)
- Sean Penn - Carlito's Way
- John Malkovich - Nel centro del mirino (In the Line of Fire)
- Ralph Fiennes - Schindler's List - La lista di Schindler (Schindler's List)
- Leonardo DiCaprio - Buon compleanno Mr. Grape (What's Eating Gilbert Grape)

### Migliore attrice non protagonista
- Winona Ryder - L'età dell'innocenza (The Age of Innocence)
- Penelope Ann Miller - Carlito's Way (Carlito's Way)
- Rosie Perez - Fearless - Senza paura (Fearless)
- Emma Thompson - Nel nome del padre (In the Name of the Father)
- Anna Paquin - Lezioni di piano (The Piano)

### Migliore sceneggiatura
- Steven Zaillian - Schindler's List - La lista di Schindler (Schindler's List)
- Ron Nyswaner - Philadelphia (Philadelphia)
- Jane Campion - Lezioni di piano (The Piano)
- Ruth Prawer Jhabvala - Quel che resta del giorno (The Remains of the Day)
- Robert Altman e Frank Barhydt - America oggi (Short Cuts)

### Migliore colonna sonora originale
- Kitarō - Tra cielo e terra (Heaven & Earth)
- Danny Elfman - Nightmare Before Christmas (The Nightmare Before Christmas)
- Michael Nyman - Lezioni di piano (The Piano)
- John Williams - Schindler's List - La lista di Schindler (Schindler's List)
- Zbigniew Preisner - Tre colori - Film blu (Trois couleurs: Bleu)

### Migliore canzone originale
- Streets of Philadelphia, musica e testo di Bruce Springsteen - Philadelphia (Philadelphia)
- The Day I Fall in Love, musica e testo di Carole Bayer Sager, James Ingram e Clif Magness - Beethoven 2 (Beethoven's 2nd)
- (You Made Me the) Thief of Your Heart, musica e testo di Bono, Gavin Friday e Maurice Seezer - Nel nome del padre (In the Name of the Father)
- Stay, musica degli U2 e testo di Bono - Così lontano così vicino (In weiter Ferne, so nah!)
- Again, musica e testo di Janet Jackson, James Harris III e Terry Lewis - Poetic Justice (Poetic Justice)

### Miglior film straniero
- Addio mia concubina (Ba wang bie ji), regia di Chen Kaige (Hong Kong)
- La corsa dell'innocente, regia di Carlo Carlei (Italia)
- Il banchetto di nozze (Hsi yen), regia di Ang Lee (Taiwan)
- Justiz, regia di Hans W. Geissendörfer (Germania)
- Tre colori - Film blu (Trois couleurs: Bleu), regia di Krzysztof Kieślowski (Polonia)

## Premi per la televisione
Vengono di seguito indicati in grassetto i vincitori. Ove ricorrente e disponibile, viene indicato il titolo in lingua italiana e quello in lingua originale tra parentesi.

### Miglior serie drammatica
- NYPD - New York Police Department (NYPD Blue)
- La signora del West (Dr. Quinn, Medicine Woman)
- Law & Order - I due volti della giustizia (Law & Order)
- Un medico tra gli orsi (Northern Exposure)
- La Famiglia Brock (Picket Fences)
- Le avventure del giovane Indiana Jones (The Young Indiana Jones Chronicles)

### Miglior serie commedia o musicale
- Seinfeld
- Coach
- Frasier
- Quell'uragano di papà (Home Improvement)
- Pappa e ciccia (Roseanne)

### Miglior mini-serie o film per la televisione
- I Barbari alle porte (Barbarians at the Gate), regia di Glenn Jordan
- Il grande gelo (And the Band Played On), regia di Roger Spottiswoode
- Donne pericolose per il tenente Colombo (Columbo: It's All in the Game), regia di Vincent McEveety
- Gypsy, regia di Emile Ardolino
- Heidi, regia di Michael Ray Rhodes

### Miglior attore in una serie drammatica
- David Caruso - NYPD - New York Police Department (NYPD Blue)
- Carroll O'Connor - L'Ispettore Tibbs (In the Heat of the Night)
- Michael Moriarty - Law & Order - I due volti della giustizia (Law & Order)
- Rob Morrow - Un medico tra gli orsi (Northern Exposure)
- Tom Skerritt - La Famiglia Brock (Picket Fences)

### Miglior attore in una serie commedia o musicale
- Jerry Seinfeld - Seinfeld
- Craig T. Nelson - Coach
- Kelsey Grammer - Frasier
- Will Smith - Willy, il principe di Bel-Air (The Fresh Prince of Bel-Air)
- Tim Allen - Quell'uragano di papà (Home Improvement)

### Miglior attore in una mini-serie o film per la televisione
- James Garner - I Barbari alle porte (Barbarians at the Gate)
- Matthew Modine - Il grande gelo  (And the Band Played On)
- Peter Falk - Donne pericolose per il tenente Colombo (Columbo: It's All in the Game)
- Jack Lemmon - A Life in the Theater (A Life in the Theater)
- Peter Strauss - Men Don't Tell (Men Don't Tell)

### Miglior attrice in una serie drammatica
- Kathy Baker - La Famiglia Brock (Picket Fences)
- Jane Seymour - La signora del West (Dr. Quinn, Medicine Woman)
- Heather Locklear - Melrose Place
- Janine Turner - Un medico tra gli orsi (Northern Exposure)
- Sela Ward - Sisters

### Miglior attrice in una serie commedia o musicale
- Helen Hunt - Innamorati pazzi (Mad About You)
- Patricia Richardson - Quell'uragano di papà (Home Improvement)
- Katey Sagal - Sposati... con figli (Married with Children)
- Candice Bergen - Murphy Brown
- Roseanne - Pappa e ciccia (Roseanne)

### Miglior attrice in una mini-serie o film per la televisione
- Bette Midler - Gypsy
- Faye Dunaway - Donne pericolose per il tenente Colombo (Columbo: It's All in the Game)
- Anjelica Huston - Foto di famiglia (Family Pictures)
- Helena Bonham Carter - Mio marito è innocente (Fatal Deception: Mrs. Lee Harvey Oswald)
- Holly Hunter - The Positively True Adventures of the Alleged Texas Cheerleader-Murdering Mom (The Positively True Adventures of the Alleged Texas Cheerleader-Murdering Mom)

### Miglior attore non protagonista in una serie
- Beau Bridges - The Positively True Adventures of the Alleged Texas Cheerleader-Murdering Mom (The Positively True Adventures of the Alleged Texas Cheerleader-Murdering Mom)
- John Mahoney - Frasier
- Dennis Franz - NYPD - New York Police Department (NYPD Blue)
- Jason Alexander - Seinfeld
- Jonathan Pryce - I Barbari alle porte (Barbarians at the Gate)

### Miglior attrice non protagonista in una serie
- Julia Louis-Dreyfus - Seinfeld
- Theresa Saldana - The Commish (The Commish)
- Ann-Margret - Queen
- Cynthia Gibb - Gypsy
- Cecilia Peck - Ritratti (The Portrait)

## Premi onorari
- Golden Globe alla carriera: Robert Redford
- Golden Globe Speciale: Tutto il cast di America oggi (Short Cuts), regia di Robert Altman: Andie MacDowell, Bruce Davison, Jack Lemmon, Zane Cassidy, Julianne Moore, Matthew Modine, Anne Archer, Fred Ward, Jennifer Jason Leigh, Chris Penn, Joseph C. Hopkins, Josette Maccario, Lili Taylor, Robert Downey Jr., Madeleine Stowe, Tim Robbins, Cassie Friel, Dustin Friel, Austin Friel, Lily Tomlin, Tom Waits, Frances McDormand, Peter Gallagher, Jarrett Lennon, Annie Ross, Lori Singer, Lyle Lovett, Buck Henry, Huey Lewis, Danny Darst, Margery Bond, Robert DoQui, Darnell Williams, Michael Beach, Andi Chapman, Deborah Falconer, Susie Cusack, Charles Rocket e Jane Alden